# Ictiosaures (ordre)
Els ictiosaures (Ichthyosauria, del grec 'rèptils peix') són un ordre de sauròpsids (rèptils), marins i vivípars, que probablement van sorgir a finals del període Permià i s'extingiren a finals del Cretaci. Es caracteritzen per la forma de peix o dofí (aletes laterals, aleta dorsal, aleta caudal). Curiosament, com els dofins, parien el cadell ja viu.
Proporcionalment, són els animals amb els ulls més grossos que hi ha hagut a la Terra. L'ull era sostingut per una anella d'ossos única en els rèptils.
La boca era allargada, com la d'un dofí, amb unes petites dents molt esmolades, perfectament dissenyades per caçar cefalòpodes com ara els ammonits.
Però, al contrari que en els dofins, el seu òrgan propulsor, la cua, no es disposava horitzontalment per crear el moviment batent-lo amunt i avall, sinó que estava disposat com en els peixos, verticalment, per fer uns moviments molt més efectius, ràpids i precisos. Els músculs de la cua eren especialment potents per poder nedar.
Les potes davanteres es van transformar en aletes i el nombre de falanges va augmentar, però, en comptes de tenir-les allargades, com altres animals, eren com petites boles d'os. La funció de les aletes no era locomotora, sinó que servien per dirigir, com un timó.
Tenien un cervell molt desenvolupat i, com tots els rèptils, respiraven l'aire atmosfèric; així, doncs, havien de pujar a la superfície a respirar. Igual que en els cetacis d'avui dia, una emersió massa ràpida els podia provocar la síndrome de descompressió. Un estudi publicat l'any 2012 demostra que més d'un 15% dels ictiosaures del Juràssic i el Cretaci havien tingut aquesta síndrome, que, paradoxalment, era menys comuna entre els ictiosaures del Triàsic.
El seu comportament era gregari i anaven en grups familiars.
El més gran de tots va ser Shonisaurus, que feia més d'11 metres i que va viure en el Triàsic.
La seva extinció és un tema de debat, ja que no se sap si van desaparèixer ara fa 70 milions d'anys per la deriva continental, que va causar la regressió dels mars càlids i poc profunds, o fa 65 milions d'anys, en l'extinció K-Pg.
Avui dia encara no se sap ben bé quina és la seva relació amb altres rèptils ni els seus orígens, però el que és ben segur és que van dominar els mars des de fa uns 250 milions d'anys fins en fa uns 70.

## Taxonomia
- Ordre ICHTHYOSAURIA
- Família Mixosauridae
- Subordre Merriamosauriformes
  - Guanlingsaurus
  - (sense categoria) Merriamosauria
    - Família Shastasauridae
    - Infraordre Euichthyosauria ("ictiosaures verdaders")
      - Família Teretocnemidae
      - Californosaurus
      - (sense categoria) Parvipelvia
        - Macgovania
        - Hudsonelpidia
        - Suevoleviathan
        - Temnodontosaurus

      - Família Leptonectidae

    - Infraordre Thunnosauria
      - Família Stenopterygiidae
      - Família Ichthyosauridae
      - Família Ophthalmosauridae